# Любовник смерти
«Любовник смерти» (диккенсовский детектив) — книга Бориса Акунина из серии «Приключения Эраста Фандорина».
Действия книги происходят параллельно действиям в «Любовнице смерти».
Акунин задумал серию «Приключения Эраста Фандорина» как краткое изложение всех жанров детектива, каждый роман представлял собой новый жанр. В данной книге автор описывает действия в стилистике Чарльза Диккенса — приключение и поиски клада.

## Сюжет
«Смерть» — прозвище героини романа. Такое прозвище дано ей по той причине, что все её возлюбленные умирают вскоре после начала отношений с ней: так погиб её первый жених прямо по пути в церковь, второй умер уже в церкви… Молодая девушка из порядочной мещанской семьи, добрая, умная, верующая уже несколько лет живёт лишь с самыми отъявленными московскими бандитами и налетчиками, сменяющими своих менее удачливых «коллег». Титул «любовник Смерти» — своеобразный «знак качества» для королей московского «дна», элемент престижа, а заодно — и признак того, что этот человек фактически приговорен и поэтому ничего не боится.
Сенька Скориков, беспризорник с Хитровки попадает в банду Князя, очередного любовника Смерти. В силу определённых обстоятельств он становится обладателем огромного клада, а также сводит неожиданное знакомство с Эрастом Фандориным и его слугой Масой.
По следам сокровища, найденного Сенькой, а значит и его самого идёт загадочный убийца, не оставляющий никаких свидетелей.
Эраст Фандорин принимается за расследование и вскоре ему становится ясно, что целью убийцы является не только клад, но и любовь красавицы Смерти.
В деле замешаны городовой по прозвищу «Будочник», амбициозный пристав — полковник Солнцев, сходящий с ума от висящего над ним из-за близости к Смерти проклятья Князь, его помощник, бывший студент Очко, главный соперник Князя в контроле за преступным миром — бандит Упырь.
В процессе расследования Фандорин, Сенька и Смерть действуют сообща ради выяснения истины, и им удаётся заманить всех подозреваемых в ловушку. Однако не все идёт по плану, разработанному Эрастом Петровичем…